# Veněra 14
Veněra 14 (rusky: Венера-14), byla sovětská planetární sonda, která v rámci programu Veněra zkoumala planetu Venuši. Let se uskutečnil v roce 1981 a byl katalogizován v COSPAR pod označením 1981-110.

## Průběh mise
Jak bylo tehdy obvyklé, na cestu k Venuši vypravili Sověti dvě identické sondy, Veněru 13 a Veněru 14. Startovaly krátce po sobě v rozmezí pěti dní a díky tomu, že obě svůj úkol splnily v téměř shodném čase, jejich výsledky se dobře doplňovaly.
Sondu Veněru 14 vynesla do vesmíru raketa Proton-K/D-1 z kosmodromu Bajkonur (rampa PU-200P) 4. listopadu 1981. Po čtyřech měsících letu se od ní oddělilo 5. března 1982 přistávací pouzdro a zatímco nosná sonda pokračovala po průletu kolem planety dál na heliocentrickou dráhu, pouzdro (přistávací modul) se dostalo na povrch Venuše v oblasti Phoebe Regio, asi 950 km od místa přistání Veněry 13. Během letu atmosférou byla prováděna její měření. Na povrchu pouzdro s pomocí mechanické vrtačky dokázalo odebrat vzorky horniny a dostat je do hermeticky uzavřené komory. V ní byla teplota 30 stupňů, tlak 5 atmosfér a fluorescenční spektrometr, jímž se vzorky horniny zkoumaly. Byl nalezen hlavně uran a draslík. Naměřené údaje byly přenášeny přes prolétající sondu po dobu 57 minut na Zemi. Sonda také odeslala k Zemi barevné snímky Venuše z oblasti přistání. Po hodině pouzdro obrovský tlak a teplotu nevydrželo a přestalo pracovat.

## Konstrukce
Hmotnost sondy je udávána vč. dvou pomocných raket a paliva 4363 kg. Samotná sonda s označením 1981-110A měla 2460 kg, pomocné rakety byly označeny 110B a 110C, přistávací pouzdro s hmotností 1478 kg katalogizováno jako 1981-110D.